# Juan Antonio Medina Orellana
Juan Antonio Medina Orellana, abogado, militar y político hondureño. Presidente Provisional de Honduras en 1872, mediante "Golpe de Estado".

## Biografía
Juan Antonio Francisco de Jesús Medina Orellana, apodado “El Rayo”. Nació un 9 de marzo de 1833 en la Villa de “Los Llanos” de Santa Rosa, hoy ciudad de Santa Rosa de Copán. Falleció en la localidad de Chinandega, Nicaragua en 1885. Fueron sus padres: Joaquín Medina y Sabina Orellana.
Sus padres se trasladaron a residir a Suchitoto, en El Salvador y es por ello que desde niño Juan Antonio Medina realizó sus primeras letras en las escuelas de aquel estado centroamericano, sus progenitores deseaban otorgarle una buena educación a su hijo, por lo cual Juan Antonio Medina, fue inculcado a estudiar jurisprudencia en la Universidad de El Salvador en 1853 y seguidamente los continuase en la Universidad de San Carlos de Borromeo en Guatemala, donde obtuvo su título de abogado y un nombramiento en 1860 de magistrado de la Corte Suprema de Guatemala.
Unos años después, de regreso al país que le vio crecer El Salvador, su título fue reconocido por la Universidad de El Salvador y laboro en abogacía en aquel estado, tiempo después se le despertaría el interés por la milicia y se enlista en el ejército donde asciende, de rangos fácilmente debido a su astucia y liderazgo, luchó junto al General Gerardo Barrios en el ejército salvadoreño. El mismo Barrios, en 1862 le nombraría Comandante del Batallón de Cuscatlán, Medina Orellana, para ese entonces contaba con el rango de Teniente coronel.

## Primera Batalla
En 1863 las tropas conservadoras guatemaltecas al mando del General Rafael Carrera invaden territorio occidental de El Salvador, avanzando hacia la ciudad capital con el objeto de derrocar el gobierno del general Gerardo Barrios y próximamente el de movilizarse hasta Honduras para también tomarlo. Es cuando en su primer asalto, el teniente coronel Medina Orellana, demuestra sus habilidades militares de comandante, derrotando al ejército guatemalteco en la Batalla de Coatepeque.

## Invasión guatemalteca
En Honduras, el teniente coronel Juan Antonio Medina lucharía al lado del general José Trinidad Cabañas Fiallos y en las tropas del general José María Medina Castejón, de allí surgió un singular sobrenombre dentro de las barracas, cuando los oficiales se dirigían al general José María Medina, le llamaban “Medinon” y cuando se dirigían al teniente coronel Juan Antonio Medina Orellana, le decían “Medinita”.
La Villa de "Los Llanos" de Santa Rosa, había sido invadida por las fuerzas guatemaltecas, al no poder conseguir su objetivo en El Salvador; es por ello, que la comandancia de armas de Santa Rosa, en agosto de 1863 recibe apoyo militar y se apresuran a resguardar la ciudad, bajo las órdenes del general José Trinidad Cabañas y del teniente coronel Medina Orellana, la invasión guatemalteca es repelida y es forzada a retroceder; al darse cuenta las tropas de Carrera, que el objetivo en Honduras no estaba fácil, ordenó a sus comandantes invadir nuevamente a El Salvador, país al cual el teniente coronel Medina y el general Cabañas se movilizarían con sus hombres y pertrechos para defender la capital salvadoreña sitiada, en el mismo año de 1863.

## Campaña en Honduras
Nuevamente en Honduras, el General José María Medina deseaba ascender a la presidencia, idea para lo cual mando trasladarse un contingente hacia Cucuyagua, a la cual tomo sin vacilación, seguidamente cayó la ciudad de Santa Rosa de Copán y después la colonial ciudad de Gracias (Lempira).
Para 1863, la Villa de “Los Llanos” de Santa Rosa de Copán se elevaba como capital ya que el General José María Medina se había proclamado como presidente, previamente en la ciudad de Gracias, contra la administración del mandatario José Francisco Montes Fonseca. Medina preparaba sus fuerzas para dirigirse hacia la ciudad de Comayagua, es cuando el mandatario guatemalteco Carrera, envía tropas al mando del General Brigadier Vicente Cerna Sandoval, para apoyar a Medina en su campaña, ya provisto de un buen número de efectivos, se encamina hacia Comayagua al encuentro de las tropas gubernamentales al mando de Francisco Montes Fonseca, en la batalla aparece la figura indomable del oficial Juan Antonio Medina Orellana, a quien le apodaron como “El Rayo de la guerra", Francisco Montes al verse en detrimento de sus fuerzas el 7 de septiembre de 1863 cede la presidencia a Medina, que había dispuesto su Cuartel General en la ciudad de La Paz.
- El General José María Medina Castejón, reconoció la labor del oficial Juan Antonio Medina Orellana y lo nombró Gobernador Militar de la ciudad de Tegucigalpa.

## Campaña en Olancho
Sucedidas entre 1864 y 1865 varios pobladores de la región de Olancho se habían sublevado contra el gobierno, siendo liderados por los coroneles Manuel Barahona, Bernabé Antunez y Francisco Závala, el sacerdote Miguel Ángel Bustillo párroco de Lejamani y el mozo Serapio Romero, es cuando se quiere poner fin a tales actos y se manda llamar para apaciguarlos a la tropa de Granaderos bajo comandancia del General José María Medina, el Coronel Juan Antonio Medina Orellana y del General Juan López Gutiérrez, después de una larga y dura batalla los sublevados fueron capturados y ejecutados en lo que se denominó “El Ahorcamiento de Olancho” por la violencia empleada y que los historiadores lo han catalogado como un episodio negro dentro de las rebeliones en Honduras.
Aunque unos años después en 1868, reaparece otra facción rebelde olanchana denominada “Facción Cinchonero” al mando de Serapio Romero, quien llevaba el mismo mote, Juan Antonio Medina, fue el apaciguador de este otro frente.
- 1870 Juan Antonio Medina, viaja al Reino Unido por motivos diplomáticos.

## Campaña en El Salvador
En 1871, Juan Antonio Medina había regresado de sus viajes por Europa; paso por Honduras, pero se unió a los ejércitos comandados por el General Santiago González Portillo de ideologías liberales, en contra del presidente salvadoreño de turno Francisco Dueñas; el 12 de abril de 1871, Francisco Dueñas es apartado del gobierno y encarcelado, después buscó asilo político de por vida, en los Estados Unidos de Norteamérica. 

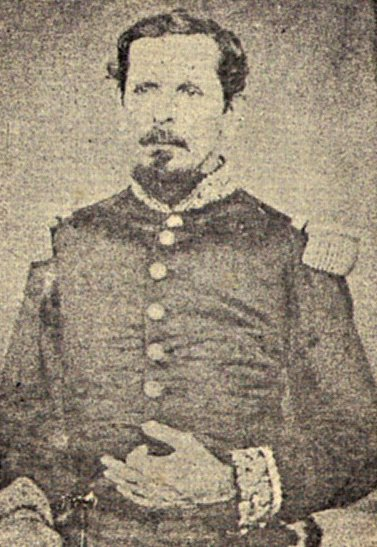
el General Santiago González Portillo Mentor y aliado del general Orellana.

- El 24 de mayo de 1871, Juan Antonio Medina Orellana, es elevado al grado oficial de General de Brigada en la ciudad de San Salvador.

## Campaña contra Medina
Al año siguiente 1872, el General Juan Antonio Medina Orellana, se une a las fuerzas rebeldes para derrocar al presidente hondureño y antiguo camarada suyo, el General José María Medina Castejón. El plan era reforzar las tropas hondureñas con salvadoreñas e invadir el territorio hondureño por dos flancos desde el sur.

## Presidencia
La ofensiva da lugar a que el General Juan Antonio Medina, se proclame presidente de Honduras en Omoa el 16 de julio de 1872 y que el mandatario en funciones Licenciado Crescencio Gómez Valladares, firme un decreto cediendo el poder, que no duraría sino hasta el 26 de julio de 1872.

### Gabinete de su gobierno
| Gabinete de Gobierno              | Gabinete de Gobierno                   | Gabinete de Gobierno |
| --------------------------------- | -------------------------------------- | -------------------- |
| cargo                             | Nombre                                 | Período              |
|                                   |                                        |                      |
| Ministro de Relaciones exteriores | General Ponciano Leiva                 | 1872                 |
| Ministro del Interior             | Licenciado Crescencio Gómez Valladares | 1872                 |
| Ministro de Guerra y Hacienda     | General Luis Bográn                    | 1872                 |
| Ministro de Instrucción Pública   | General Remigio Díaz                   | 1872                 |

Después de su derrota ante el General Brigadier Longino Sánchez; Medina huye hacia Belice, luego a su regreso a El Salvador, es capturado y presentado a un Tribunal y someterse a un Consejo de Guerra del que se libra.
- En 1875 (14 de febrero), El Gobierno de Honduras le confiere el grado militar de General de División.

## Otras campañas militares
- 1876, se une al ejército comandado por el General Justo Rufino Barrios en Guatemala.
- En el mismo año de 1876, se une al General José María Medina Castejón, quien le otorga la comandancia de sus tropas, para derrocar el gobierno del General Ponciano Leiva;[6] la batalla tiene lugar en Honduras y los ejércitos gubernamentales de Leiva resultan victoriosas; el General Juan Antonio Medina es hecho prisionero de guerra y llevado a una Corte Marcial donde es sentenciado al exilio de Honduras, Medina regresa a El Salvador.
- El General Juan Antonio Medina, después de un tiempo de vivir en paz realizó viajes a los Estados Unidos de América y seguidamente decide ir a Sur América cuando se encuentra de viaje por el Perú, escucha de los levantamientos en Ecuador contra del gobierno presidido por el General Ignacio de Veintemilla y Villacís; Medina Orellana aún con ánimos se presta para combatir al lado de los rebeldes, los cuales después de varias intervenciones derrocan a Veintemilla y Villacís el 9 de julio de 1883, colocando un gobierno provisorio a continuación.

## Condecoraciones
- Orden de Santa Rosa y de la Civilización de Honduras, otorgada por el General José María Medina, en 1870.

## Ancestros
| \| \| \| \| \| \| \| \| \| \| \| \| \| \| \| \| \| \| \| \| 4. Francisco de Medina y Urbina \| \| \| \| \| \| \| \| \| \| \| \| \| \| \| \| \| \| \| \| \| \| \| \| \| \| \| \| \| \| \| \| \| \| \| \| \| \| \| \| \| \| \| \| \| \| \| \| \| \| \| \| \| \| 2. Joaquín Medina Díaz \| \| \| \| \| \| \| \| \| \| \| \| \| \| \| \| \| \| \| \| \| \| \| \| \| \| \| \| \| \| \| \| \| \| \| \| \| \| \| \| \| \| \| \| \| \| \| \| \| \| \| \| \| \| 5. Manuela Díaz Matamoros \| \| \| \| \| \| \| \| \| \| \| \| \| \| \| \| \| \| \| \| \| \| \| \| \| \| \| \| \| \| \| \| \| \| \| \| \| \| \| \| \| \| \| \| \| \| \| \| \| \| \| \| \| \| 1. Juan Antonio Francisco de Jesús Medina Orellana (1933-1885) \| \| \| \| \| \| \| \| \| \| \| \| \| \| \| \| \| \| \| \| \| \| \| \| \| \| \| \| \| \| \| \| \| \| \| \| \| \| \| \| \| \| \| \| \| \| \| \| \| \| \| \| \| \| 6. Ramon Orellana \| \| \| \| \| \| \| \| \| \| \| \| \| \| \| \| \| \| \| \| \| \| \| \| \| \| \| \| \| \| \| \| \| \| \| \| \| \| \| \| \| \| \| \| \| \| \| \| \| \| \| \| \| \| 3. Sabina Orellana Milla \| \| \| \| \| \| \| \| \| \| \| \| \| \| \| \| \| \| \| \| \| \| \| \| \| \| \| \| \| \| \| \| \| \| \| \| \| \| \| \| \| \| \| \| \| \| \| \| \| \| \| \| \| \| 7. Luisa Tabora \| \| \| \| \| \| \| \| \| \| \| \| \| \| \| \| \| \| \| \| \| \| \| \| \| \| \| \| \| \| \| \| \| \| \| \| \| \| \| \| \| \| \| \| \| \| \| \| \| \| \| \| |                                                                |  |  |  |  |  |  |  |  |  |  |  |  |  |  |  |
| |                                                                |  |  |  |  |  |  |  |  |  |  |  |  |  |  |  |
| | 4. Francisco de Medina y Urbina                                |  |  |  |  |  |  |  |  |  |  |  |  |  |  |  |
| |                                                                |  |  |  |  |  |  |  |  |  |  |  |  |  |  |  |
| |                                                                |  |  |  |  |  |  |  |  |  |  |  |  |  |  |  |
| | 2. Joaquín Medina Díaz                                         |  |  |  |  |  |  |  |  |  |  |  |  |  |  |  |
| |                                                                |  |  |  |  |  |  |  |  |  |  |  |  |  |  |  |
| |                                                                |  |  |  |  |  |  |  |  |  |  |  |  |  |  |  |
| | 5. Manuela Díaz Matamoros                                      |  |  |  |  |  |  |  |  |  |  |  |  |  |  |  |
| |                                                                |  |  |  |  |  |  |  |  |  |  |  |  |  |  |  |
| |                                                                |  |  |  |  |  |  |  |  |  |  |  |  |  |  |  |
| | 1. Juan Antonio Francisco de Jesús Medina Orellana (1933-1885) |  |  |  |  |  |  |  |  |  |  |  |  |  |  |  |
| |                                                                |  |  |  |  |  |  |  |  |  |  |  |  |  |  |  |
| |                                                                |  |  |  |  |  |  |  |  |  |  |  |  |  |  |  |
| | 6. Ramon Orellana                                              |  |  |  |  |  |  |  |  |  |  |  |  |  |  |  |
| |                                                                |  |  |  |  |  |  |  |  |  |  |  |  |  |  |  |
| |                                                                |  |  |  |  |  |  |  |  |  |  |  |  |  |  |  |
| | 3. Sabina Orellana Milla                                       |  |  |  |  |  |  |  |  |  |  |  |  |  |  |  |
| |                                                                |  |  |  |  |  |  |  |  |  |  |  |  |  |  |  |
| |                                                                |  |  |  |  |  |  |  |  |  |  |  |  |  |  |  |
| | 7. Luisa Tabora                                                |  |  |  |  |  |  |  |  |  |  |  |  |  |  |  |
| |                                                                |  |  |  |  |  |  |  |  |  |  |  |  |  |  |  |
| |                                                                |  |  |  |  |  |  |  |  |  |  |  |  |  |  |  |